# Robert Kates
Robert W. Kates (Nova York, 31 de janeiro de 1929 – Nova York, 21 de abril de 2018) foi um geógrafo e pesquisador independente estadunidense em Trenton, Maine, e professor emérito na Universidade Brown. Em 1991, ele recebeu a Medalha Nacional de Ciências.

## Antecedentes
Kates nasceu no bairro do Brooklyn, em Nova Iorque. De forma incomum para um acadêmico, ele nunca concluiu um diploma de graduação. Estudou Economia na Universidade de Nova Iorque entre 1946 e 1948, mas abandonou o curso. Casou-se com Ellie Hackman (falecida em 2016) aos 19 anos e foi trabalhar em uma siderúrgica na Indiana por 12 anos, onde atuou junto ao sindicato e outros movimentos.

Durante umas férias com sua família, teve um encontro casual com um naturalista em um parque estadual na Indiana, o que o inspirou a se tornar professor do ensino fundamental — uma carreira que, ele acreditava, lhe daria férias de verão livres para a família. Para concretizar esse plano, matriculou-se no período noturno na Universidade de Indiana, campus de Gary, em 1957, aos 28 anos. Um dos cursos necessários para se tornar professor era geografia. Ao descobrir sua vocação e disciplina, procurou orientação acadêmica com Gilbert F. White na Universidade de Chicago. White lhe indicou leituras fundamentais, Kates retornou para discuti-las, e White reconheceu seu talento, orientando-o no mestrado e, posteriormente, no doutorado em Geografia, concluído em 1962. Kates lecionou na Universidade Clark, na Graduate School of Geography, de 1962 até 1987. Na Clark, fundou o CENTED (Centro de Tecnologia, Meio Ambiente e Desenvolvimento), atualmente parte do Instituto Marsh, onde permaneceu como Cientista Distinto. Trabalhou na África com colegas da Clark e também desenvolveu e dirigiu um centro de avaliação de recursos na Universidade de Dar es Salaam, na Tanzânia, entre 1967 e 1968. Kates ajudou a estabelecer a Iniciativa Internacional para Ciência e Tecnologia para a Sustentabilidade, foi editor executivo da revista Environment por muitos anos e atuou como Pesquisador Sênior na Universidade Harvard. Entre 1986 e 1992, foi professor e diretor do Programa Mundial da Fome na Universidade Brown. Aposentou-se relativamente cedo e tornou-se um "acadêmico independente", mudando-se para Trenton, no estado do Maine, com vista para o Narrows, no início da década de 1990. Teve três filhos, seis netos e quatro bisnetos. Permaneceu ativo profissionalmente até os 80 anos e, em 2008, aos 79 anos, foi nomeado Professor Presidencial inaugural de Ciência da Sustentabilidade na Universidade do Maine, em Orono.